# 金杯球属
金杯球属（学名：Acharagma）是仙人掌科下的一个属。

## 下属物种
本属包括以下物种：
- Acharagma aguirreana (Glass & R.A.Foster) C.E.Glass
- Acharagma huasteca Elhart
- Acharagma roseanum (Boed.) E.F.Anderson